# Betnijah Laney-Hamilton
Betnijah Laney-Hamilton (* 29. Oktober 1993 in Philadelphia, Pennsylvania als Betnijah Laney) ist eine US-amerikanische Basketballspielerin. Sie spielt seit 2015 in der Women’s National Basketball Association (WNBA) und gewann 2024 mit New York Liberty die WNBA-Meisterschaft.

## Karriere
Betnijah Laney-Hamilton spielte College-Basketball in der NCAA für die Rutgers University, bevor sie von Chicago Sky im WNBA-Draft 2015 an 17. Stelle ausgewählt wurde. Im Jahr 2020 wurde Laney-Hamilton als Spielerin der Atlanta Dream in das WNBA-All-Defensive First Team gewählt und als WNBA Most Improved Player ausgezeichnet.
Im Laufe ihrer bisherigen WNBA-Karriere erzielte Laney-Hamilton unter anderem die folgenden Erfolge und Auszeichnungen:
- WNBA All-Star 2021
- WNBA-All-Defensive First Team 2020
- WNBA-All-Defensive Second Team 2023
- WNBA Most Improved Player 2020

Sie gewann außerdem mit der Nationalmannschaft der Vereinigten Staaten die Goldmedaille bei der Weltmeisterschaft 2022.